# Cremá

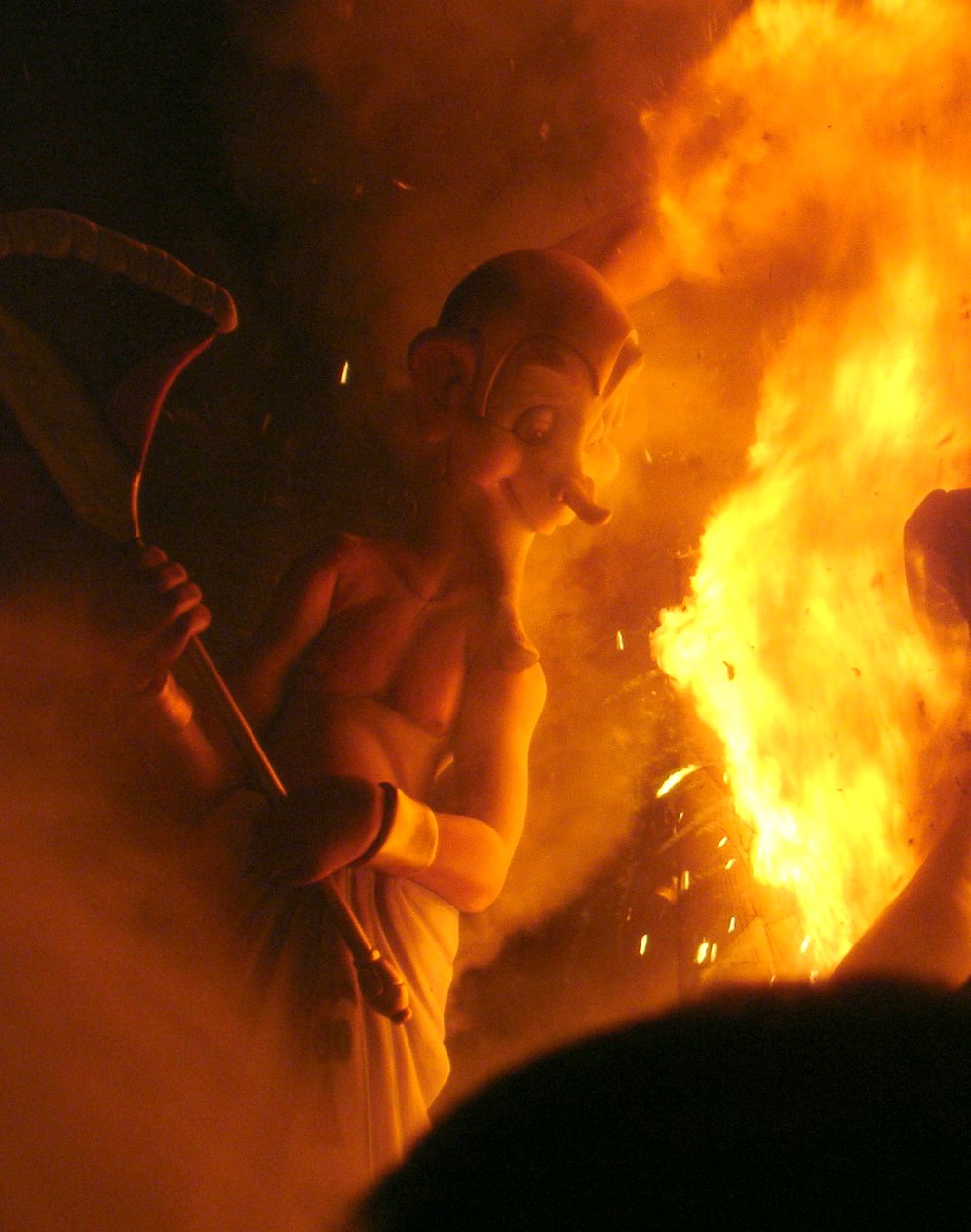
Cremá de una falla de Denia (provincia de Alicante)

La Cremá (del valenciano popular cremà, de cremada, "quemada") es el acto de prender fuego a los monumentos de cartón o madera (llamadas fallas u hogueras) durante las fiestas de varias localidades de la Comunidad Valenciana (España), especialmente las Fallas celebradas en Valencia y las Hogueras de San Juan celebradas en Alicante. Con la quema de los monumentos se culmina y se clausura la fiesta.
La Cremá de las fallas de Valencia y de otras localidades de la zona se celebra la noche del 19 de marzo, día de San José. Consiste en la quema de los monumentos falleros plantados en las calles de Valencia el día 15 de marzo. El acto viene precedido por un castillo de fuegos artificiales, encendido por la fallera mayor de la comisión. En primer lugar en torno a las diez de la noche se procede a la quema de los monumentos infantiles a excepción de la "falla" ganadora del primer premio de la sección especial que se quema a las diez y media y de la falla infantil municipal en la Plaza del Ayuntamiento que se quema a las once. Posteriormente se queman los monumentos principales a las doce de la noche y a las doce y media se procede a la quema del primer premio de la sección especial de esta categoría. Y por último, a la una de la madrugada se quema el monumento fallero de la plaza del Ayuntamiento que está fuera de concurso.
La Cremá también se lleva a cabo en las Hogueras de San Juan, celebradas en la ciudad de Alicante (España). Tiene lugar la noche del 24 al 25 de junio, un día después de la noche de San Juan. Prendiendo la mecha que da origen al fuego cada una de las Bellezas de cada comisión. Debido al calor de la fecha y del fuego, es una práctica habitual que los asistentes a la Cremá soliciten con gritos ser mojados por los bomberos que controlan la evolución del fuego, a lo que los bomberos suelen acceder con ayuda de sus mangueras, lo que se conoce como la Bañá. En Alicante, la Cremá comienza a las 00:00, después del disparo de las palmera desde el castillo, y se prolonga hasta las 4 de la madrugada. 
Tanto en las Fallas como en las Hogueras se suele prender fuego al monumento por medio de una traca, y en los últimos tiempos también es común que vaya acompañado de fuegos artificiales. Seguidamente se enciende el monumento al ritmo de canciones populares. Generalmente, para que no coincidan todas las quemas de todos los monumentos a la misma hora, se suelen quemar a distintas horas, según los premios otorgados a los monumentos.